# Thecamoebida
Thecamoebida – rząd ameb należących do supergrupy Amoebozoa w klasyfikacji Cavaliera-Smitha. Klasyfikacja Adla traktuje Thecamoebida jako klad.
Należą tutaj następujące rodziny według Cavalier-Smitha:
- Thecamoebidae Schaeffer, 1926

W klasyfikacji Adla wyróżniamy w tym kladzie następujące rodzaje:
- Sappinia
- Stenamoeba
- Thecamoeba